# WEED BASEBALL CLUB
WEED BASEBALL CLUB（ウィードベースボールクラブ）は、岡山県岡山市に本拠地を置き、日本野球連盟に加盟している社会人野球のクラブチームである。2016年から休部し、2018年1月に解散した。

## 概要
ショウワ柵原クラブ（現：ショウワコーポレーション硬式野球部）の元メンバーを中心に結成し、2011年に創部。同年2月2日付けで、日本野球連盟に加盟した。
活動初年度の2011年から中・四国クラブ野球リーグに参戦している。
2016年から休部し、2018年1月16日に正式に解散した。